# Преска (Севниця)
Преска (словен. Preska) — поселення в общині Севниця, Споднєпосавський регіон, Словенія. Висота над рівнем моря: 513,5 м.